# Антоненко Дмитро Петрович
Дмитро Олександрович Антоненко (1979 3 жовтня) — український адвокат, волонтер та військовослужбовець, солдат окремого загону спеціального призначення «Омега» Національної гвардії України, учасник російсько-української війни, що загинув у ході російського вторгнення в Україну в 2022 році.

## Життєпис
Дмитро Антоненко народився в Харкові. Наприкінці навчання в школі вирішив бути адвокатом. Тому закінчив Національний юридичний університет імені Ярослава Мудрого. Ставши адвокатом Антоненко брав участь у багатьох резонансних справах. Зокрема, разом з товаришем, депутатом Харківської міськради Ігорем Черняком займалися захистом прав потерпілих у резонансних ДТП Харкова. Також забезпечував юридичний супровід «Харківському антикорупційному центру». Як один з керуючих партнерів об'єднання ACF Parters, брав участь в епопеї з перейменуванням харківського проспекту імені Жукова. З початком війні на сході України з 2014 року був волонтером. Вихідними виїжджав в зону АТО: возив українським військовослужбовцям бронежилети, черевики та каски, а також приціли й пристрої нічного бачення. Крім того, організував виробництво та модернізацію новітніх зразків озброєння та БПЛА, приєднався до створення потужної школи снайперів у Десні, що значно підвищило рівень боєздатності ЗСУ. За кілька днів після повномасштабного російського вторгнення в Україну вступив до лав Нацгвардії, де займався аеророзвідкою в окремому загоні спеціального призначення «Омега». Підрозділ, в якому він служив, брав участь у багатьох жорстоких боях і був в багатьох жорстких точках, особливо, коли почала активно рухатися лінія фронту від Харкова. Загинув 27 червня 2022 року, виконуючи бойове завдання, під час оборони Харкова від російських окупантів. Разом із побратимами Дмитро Антоненко за допомогою безпілотника коригували вогонь по окупантах, які проводили наступальні дії у селі Дементіївка Дергачівської міської громади Харківської області. Наступ було зупинено, після чого ворожі системи залпового вогню приблизно о 21:30 завдали ударів по українським військовослужбовцям. Дмитро Антоненко отримав осколкові поранення голови та загинув на місці. Йому було 42 роки. Поховали загиблого 30 червня 2022 року на одному із кладовищ Харкова.

## Родина
У загиблого залишилися дружина Тетяна й донька Олександра, а також мама Валентина, батько Олександр та молодший брат Євгеній.
Дружина з донькою виїхали з Харкова і мешкають у родичів в Олександрії Кіровоградській області. Після смерті батька Олександра стала підопічною Благодійного Фонду «Діти Героїв», який допомагає дітям, що втратили батьків через війну. Фонд оплатив дівчині курси з іноземної мови та програмування. Олександра також малює. Її малюнки разом з роботами інших дітей, які стали свідками війни, було представлено на виставці «Щоденники війни: непочуті голоси українських дітей», співорганізатором якої став фонд «Діти Героїв». Виставка експонувалась в Амстердамі та Києві. Фонд допоміг дівчинці особисто відвідати виставку в Амстердамі.

## Ушанування пам'яті
22 листопада 2023 року рішенням позачергової сесії Харківської міської ради міста Харків вулицю Мінську перейменували на вулицю Дмитра Антоненка.

У селищі Слатине вулицю Суворова перейменували на вулицю Дмитра Антоненка.

## Нагороди
- Орден «За мужність» III ступеня (2022, посмертно) — за особисту мужність і самовіддані дії, виявлені у захисті державного суверенітету та територіальної цілісності України, вірність військовій присязі [8].